# Trnovska vas
Trnovska vas è un comune di 1 311 abitanti della Slovenia nord-orientale.